# 二木島站
二木島站（日语：／ Nigishima eki */?）是位於三重縣熊野市二木島町，東海旅客鐵道（JR東海）的紀勢本線車站。
包括此站在內三木里站至新鹿站之間為紀勢本線最後開通區間。

## 歷史
本來紀勢本線的走線不會經過此地，初時的計劃是在賀田至新鹿之間使用1條隧道直接連接兩地，但由於二木島的居民請願，因此改變走線，使用2條隧道，分別跨越二木島峠和逢神坂峠，在兩隧道中間設置此站。
- 1959年（昭和34年）7月15日：國鐵紀勢本線三木里站至新鹿站之間開通，此站啟用[1]。
- 1983年（昭和58年）12月21日：成為無人車站[2]。
- 1987年（昭和62年）4月1日：伴隨國鐵分割民營化，車站由東海旅客鐵道（JR東海）營運[1]。

## 車站構造
車站設有1面1線的單式月台，為地上車站。在高處的月台上可正面望見二木島灣。
在月台北邊（近賀田站方向），設有開業當時由砂漿製成的車站大樓。出入口在側面，設有鋪設的斜道和樓梯連接周邊的村落。
在1983年以後成為無人車站，由熊野市站管理，在車站大樓內設有長期關閉的櫃臺。

## 使用狀況
根據「三重縣統計書」，以下列出近年1日平均乘車人次。
| 年度   | 一日平均 乘車人次 |
| ------ | ----------------- |
| 1998年 | 120               |
| 1999年 | 109               |
| 2000年 | 100               |
| 2001年 | 94                |
| 2002年 | 78                |
| 2003年 | 75                |
| 2004年 | 70                |
| 2005年 | 67                |
| 2006年 | 65                |
| 2007年 | 63                |
| 2008年 | 52                |
| 2009年 | 48                |
| 2010年 | 44                |
| 2011年 | 39                |
| 2012年 | 39                |
| 2013年 | 37                |
| 2014年 | 27                |
| 2015年 | 27                |
| 2016年 | 23                |
| 2017年 | 19                |

## 車站周邊
車站周邊為二木島的村落，也距離港灣很近。
- 熊野市政廳荒坂出張所
- 熊野警署（日语：熊野警察署） 二木島駐在所
- 二木島郵局
- 二木島町公民館
- 二木島漁村中心
- 熊野市立荒坂小學
- 熊野市立荒坂中學
- 楯崎（日语：楯ヶ崎）（使用汽車向東行走約15分鐘）
- 三重縣道572號二木島港線（日语：三重県道572号二木島港線）
- 國道311號（日语：国道311号）

## 巴士路線
設有熊野市自主運行巴士的「潮風Kahoru熊野古道線」，在車站前廣場設有「二木島站」巴士站。
- 往三交南紀（日语：三重交通南紀営業所）（經遊木、新鹿站前、波田須小學前、鬼城（日语：鬼ヶ城）東口、熊野市站前）

## 相鄰車站
東海旅客鐵道（JR東海）
紀勢本線
賀田－二木島－新鹿

## 注腳
1. 1 2 3  曾根悟（監修）. 朝日新聞出版分冊百科編集部（編集） , 编. . 朝日百科週刊. 25號 紀勢本線、參宮線、名松線. 朝日新聞出版. 2010-01-10: 20–21.
2. ↑  「天王寺鉄管局、紀勢線と参宮線の駅業務を大幅削減へ」日本經濟新聞1983年6月29日，地方經濟中部7頁

## 外部連結
- 國土地理院地國參閱服務（页面存档备份，存于） - 二木島站周邊1/25000地勢圖（页面存档备份，存于）